# Licnodamaeus triangulatus
Licnodamaeus triangulatus är en kvalsterart som först beskrevs av Bayartogtokh 200.  Licnodamaeus triangulatus ingår i släktet Licnodamaeus och familjen Licnodamaeidae. Inga underarter finns listade i Catalogue of Life.